# Alois Holtmeyer

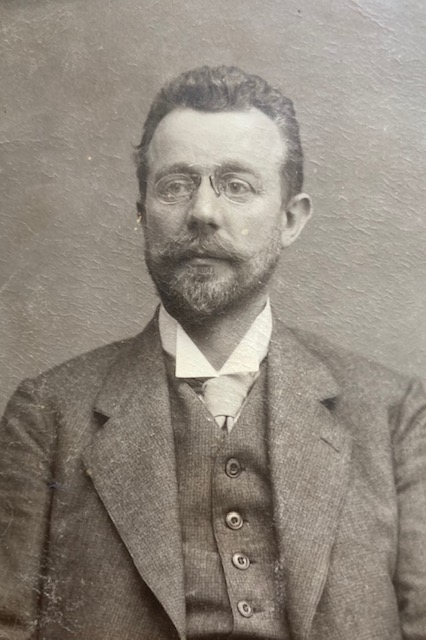
Porträt Alois Holtmeyer (1910)

Alois Holtmeyer (* 22. Juni 1872 in Osnabrück; † 2. Februar 1931 in Köln) war ein deutscher Architekt, Baubeamter und Denkmalpfleger.

## Leben

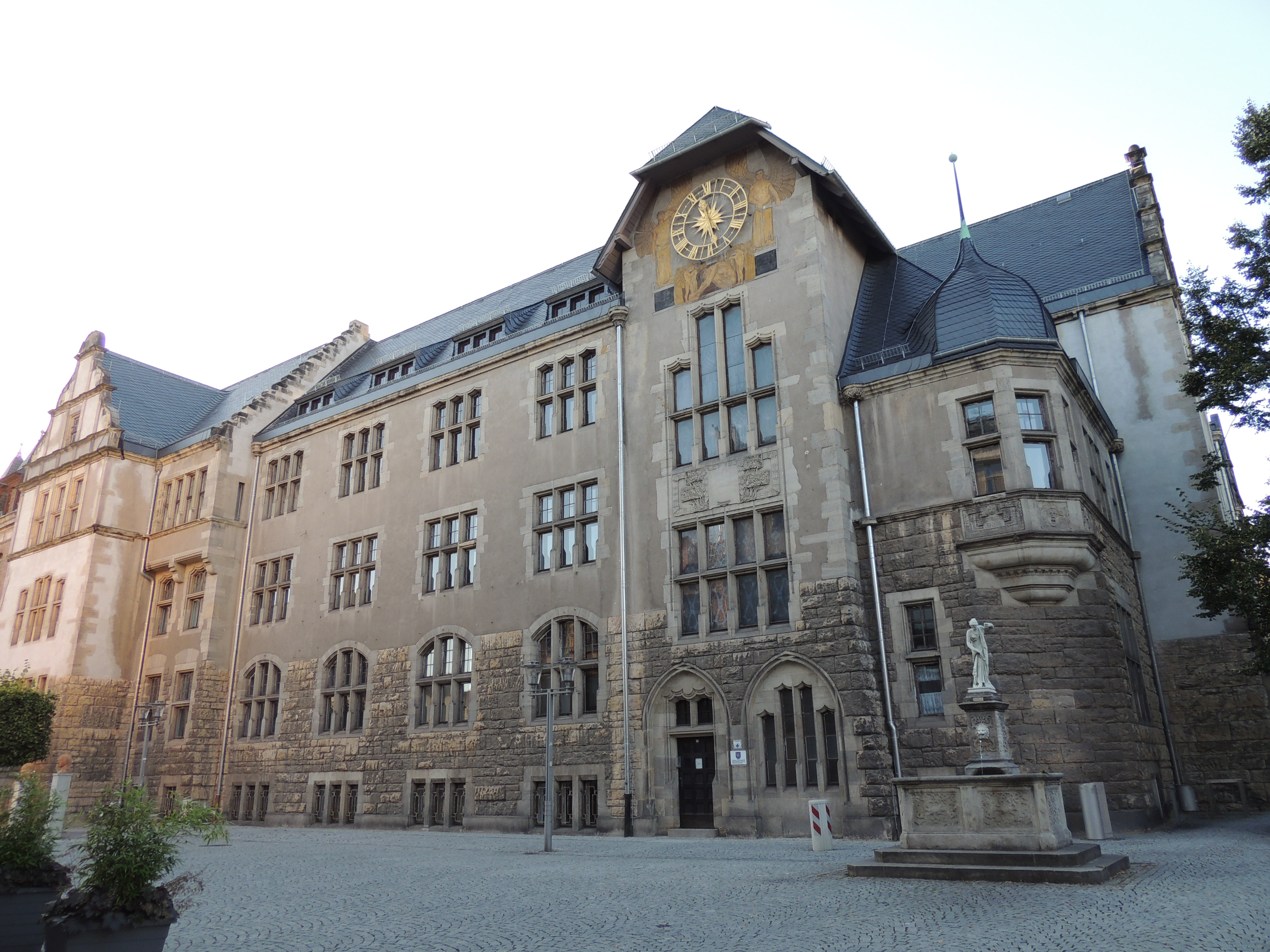
Amtsgericht Rudolstadt

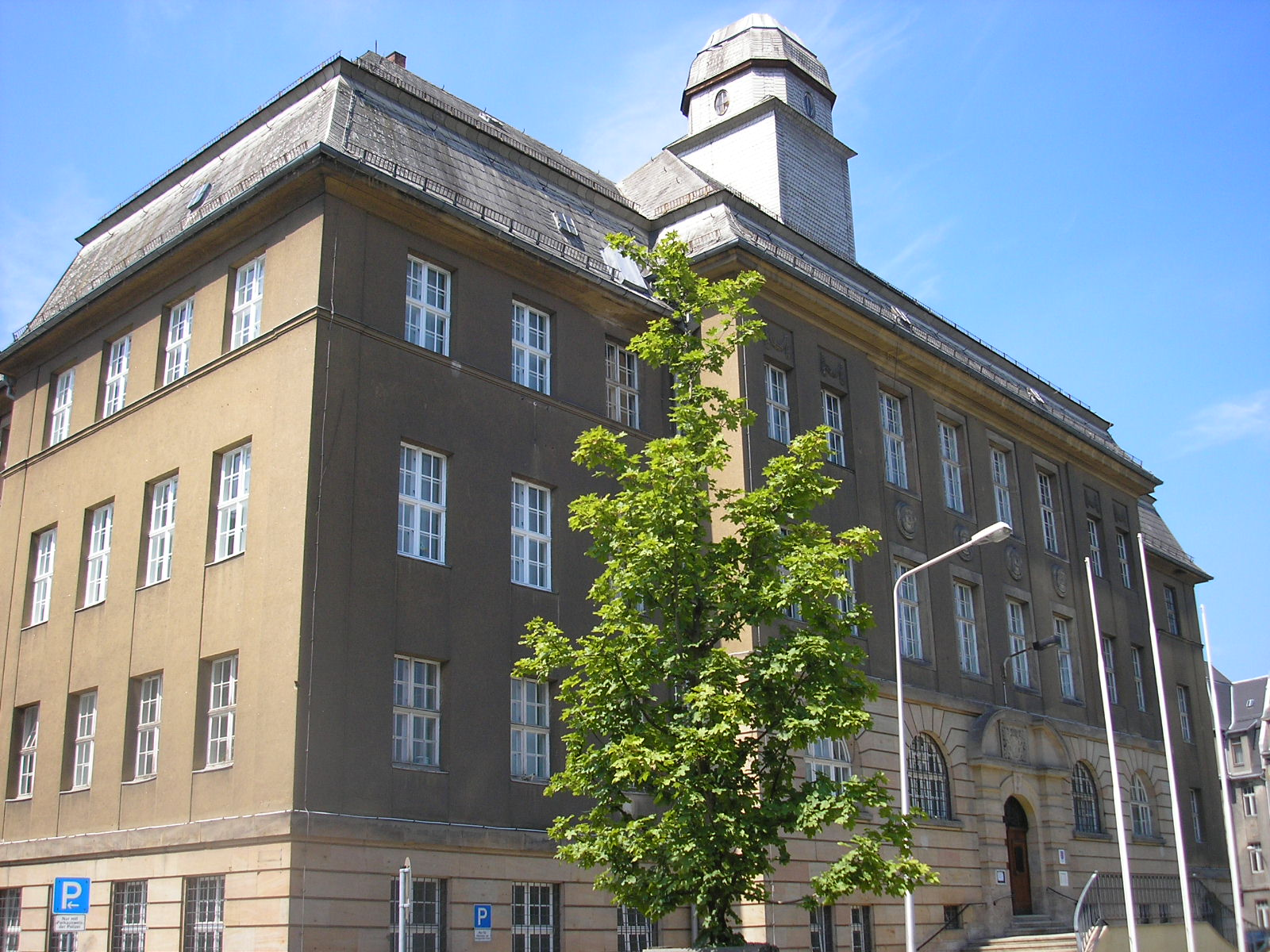
Amtsgericht Greiz

Nach Besuch des Gymnasium Carolinum in Osnabrück studierte Alois Holtmeyer Architektur an der Technischen Hochschule Berlin sowie Kunstgeschichte an der Universität Jena. 1903 wurde er an der Technischen Hochschule Dresden bei Cornelius Gurlitt zum Dr.-Ing. promoviert, 1906 an der Universität Jena bei Paul Weber mit einer Dissertation zur „Baugeschichte der Cisterzienserkirchen Thüringens“ zum Dr. phil.

### Tätigkeit als Architekt
Ab 1900 stand Holtmeyer als Regierungsbaumeister (Assessor) im Staatsdienst und erbaute in dieser Funktion u. a. die Landgerichtsgebäude in Rudolstadt (1904–1905) und Greiz (1910–1912). Als Hochbaudezernent der Königlich Preußischen Eisenbahndirektion Cassel schuf er u. a. an der Main-Weser-Bahn die Empfangsgebäude in Marburg, Treysa und Cölbe, an der 1908 eröffneten Bahnstrecke Bad Berleburg–Allendorf die Bahnhöfe Bad Berleburg, Schwarzenau (Eder), Hatzfeld (Eder), Holzhausen (Eder) und Allendorf (Eder), an anderen Strecken die Bahnhöfe Korbach, Halsdorf, Gemünden (Wohra), Friedensdorf (Lahn), Herleshausen, Röddenau, Großbodungen, Speele, Gilsa, Ludwigshütte und am Kasseler Tor in Paderborn. Bei diesen Bauten versuchte Holtmeyer, „den neuen Grundriss des Eisenbahnempfangsgebäudes mit den überlieferten Formen des Holzbaues in Einklang zu bringen.“ Bei allen Entwürfen schloss sich Holtmeyer der Heimatschutzarchitektur an und entwickelte die Bauten aus einer ortsbezogenen Tradition. In den Jahren 1909–1910 entstand das Erholungsheim für Eisenbahnbeamte in Karlshafen, das „seiner Bestimmung und Lage entsprechend ... ein landhausmäßiges Gepräge erhalten“ hat. In seine Bauten integrierte Holtmeyer bisweilen Skulpturen des Kasseler Bildhauers Hans Sautter.

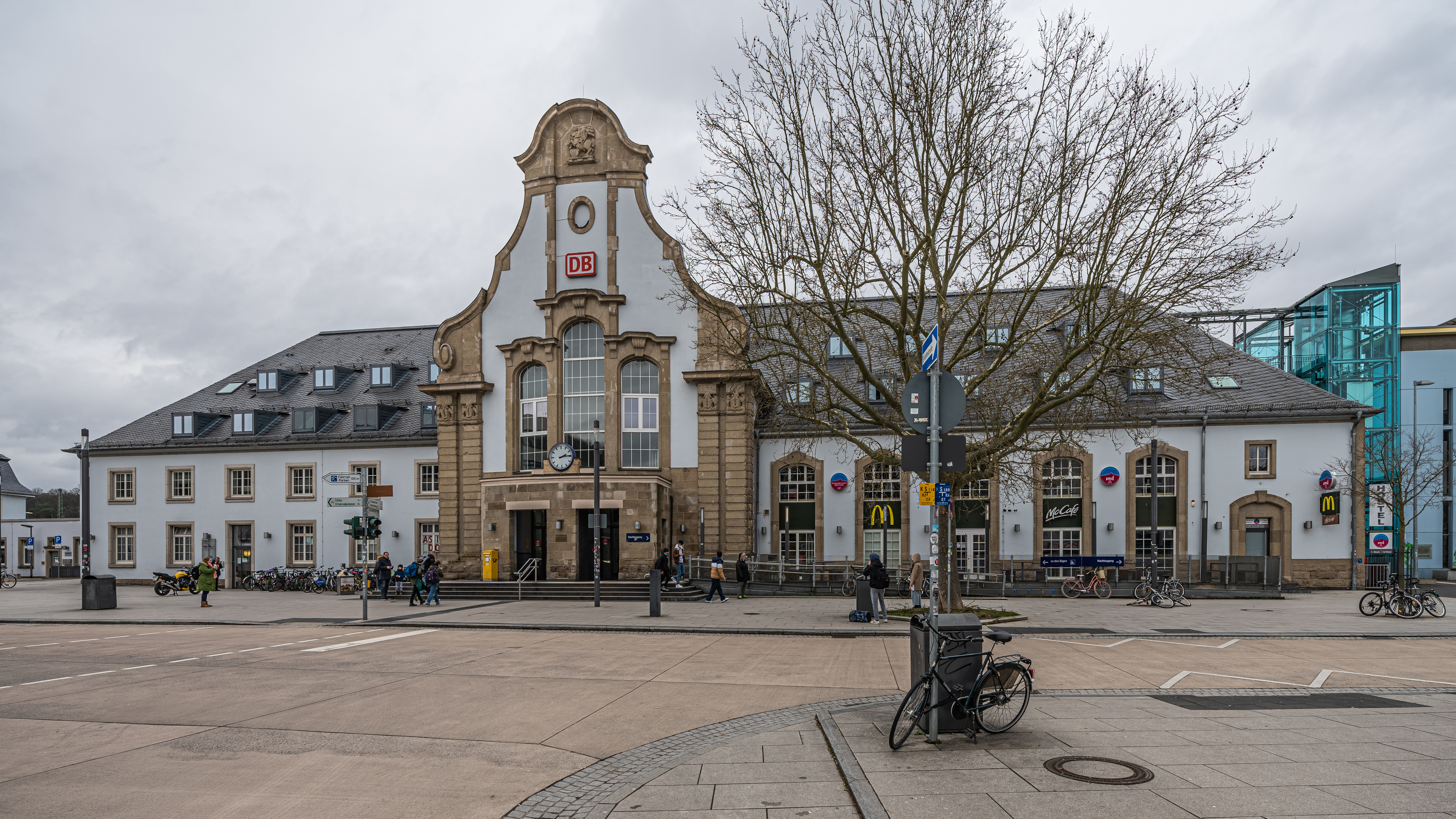
Bahnhof Marburg (Lahn)
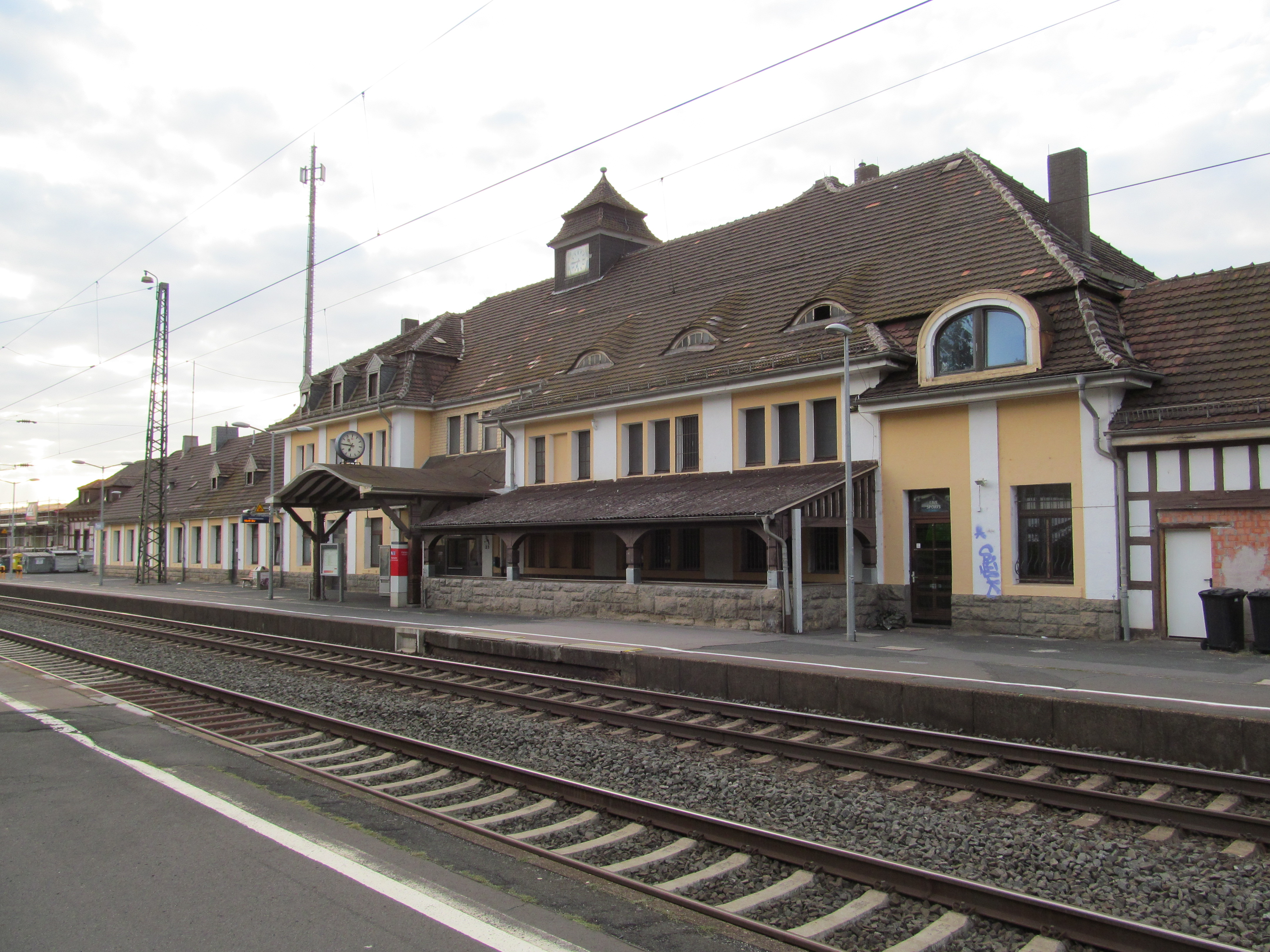
Bahnhof Treysa
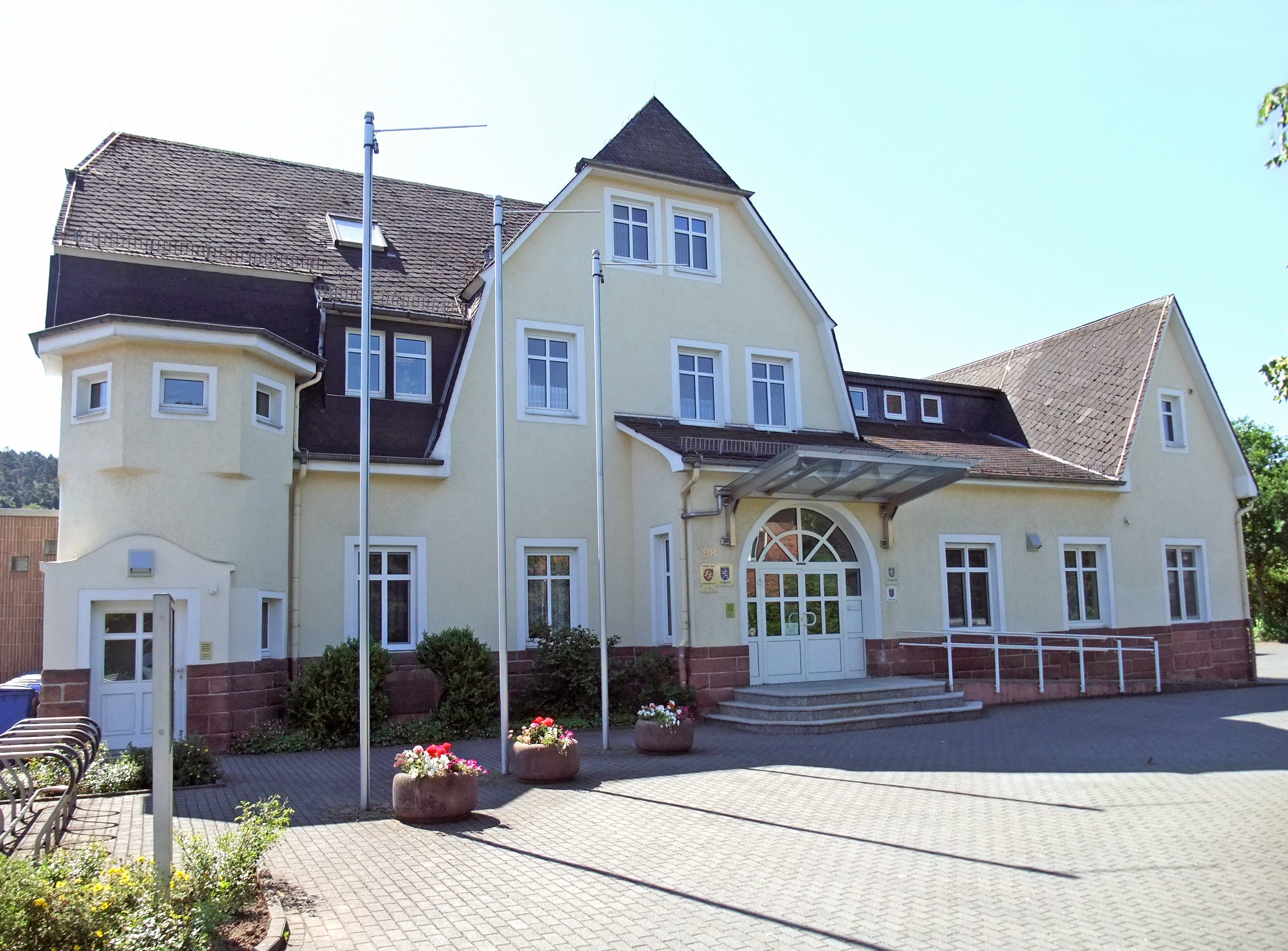
Bahnhof Coelbe
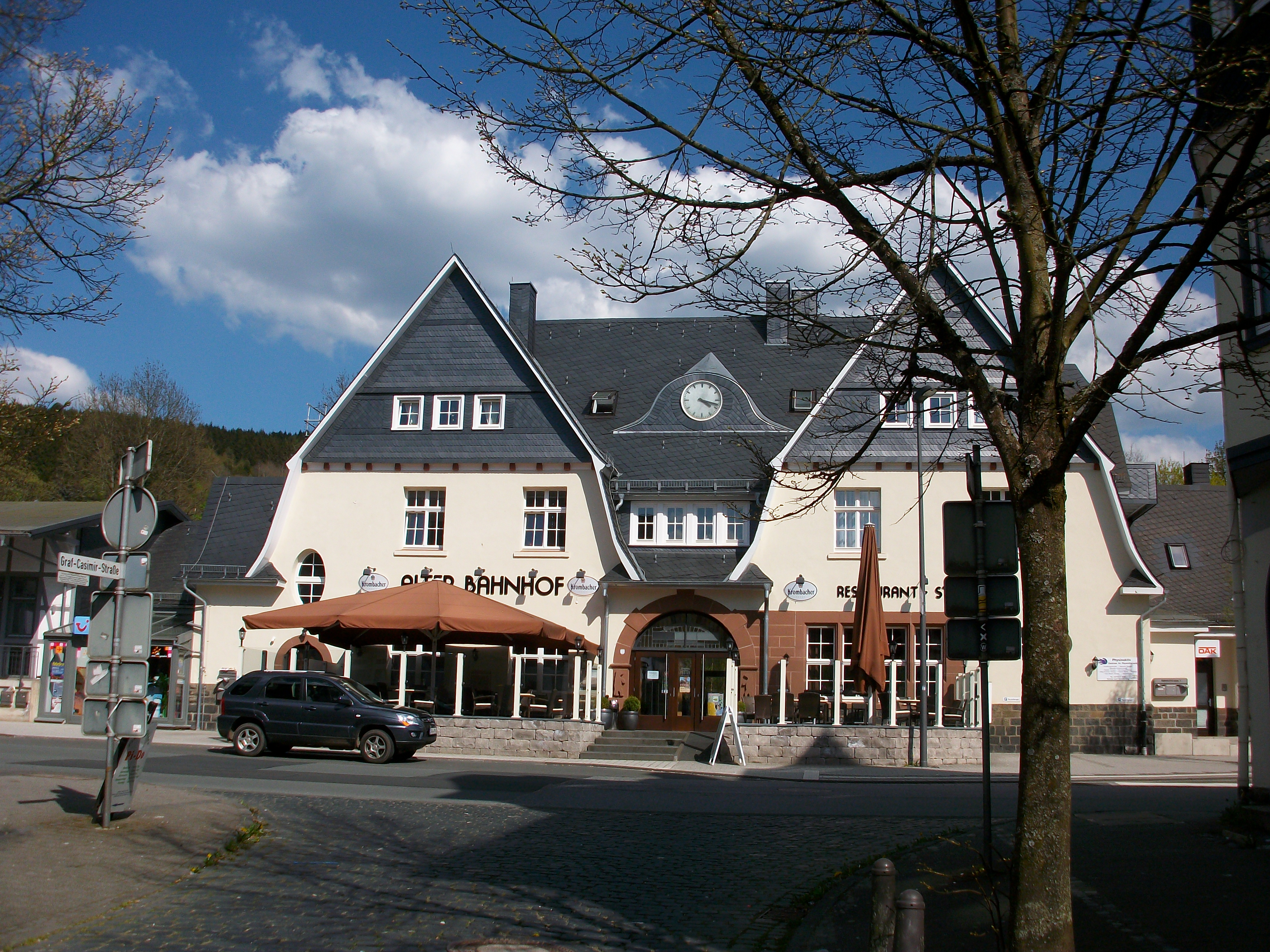
Bahnhof Bad Berleburg
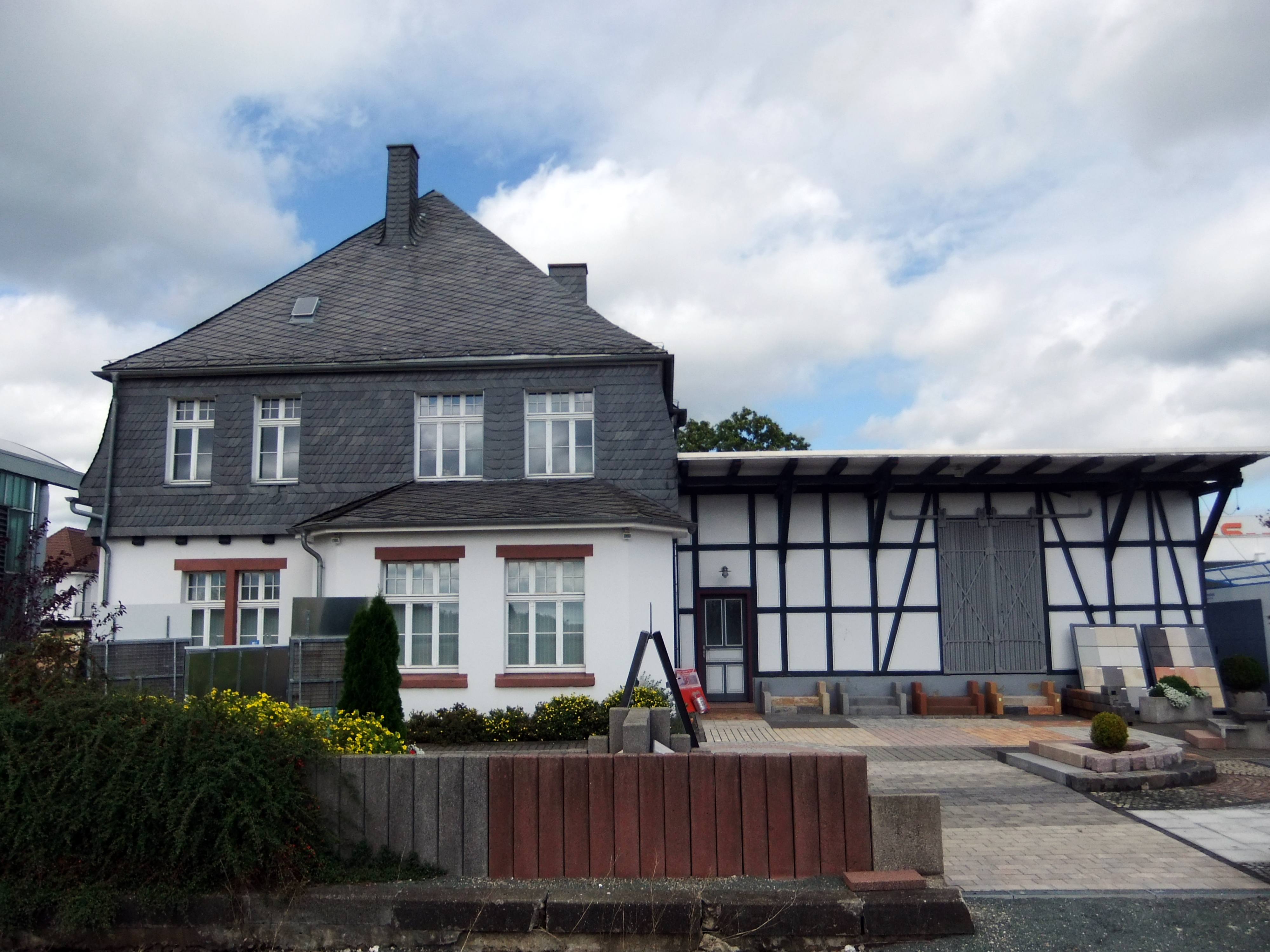
Bahnhof Allendorf
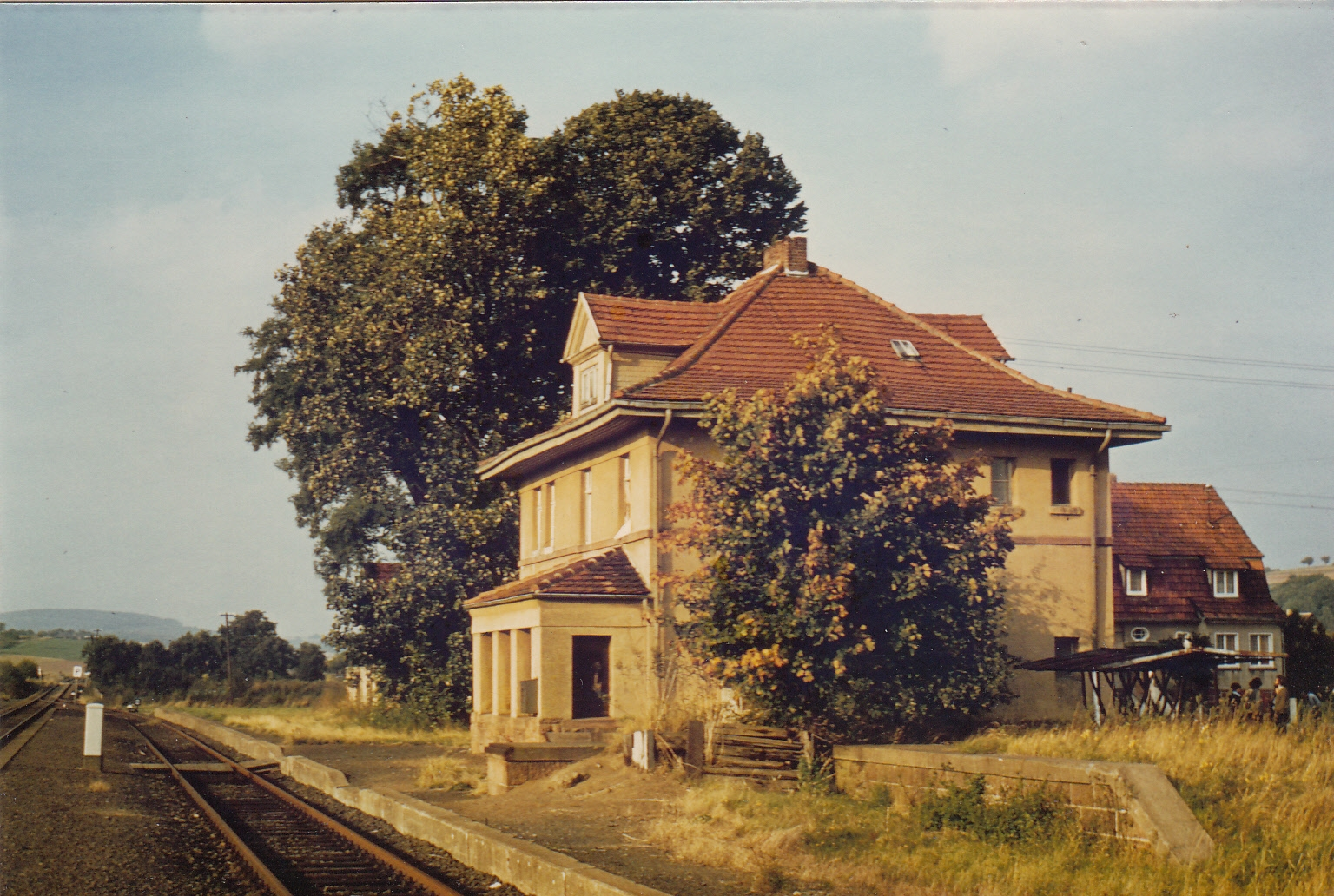
Bahnhof Halsdorf
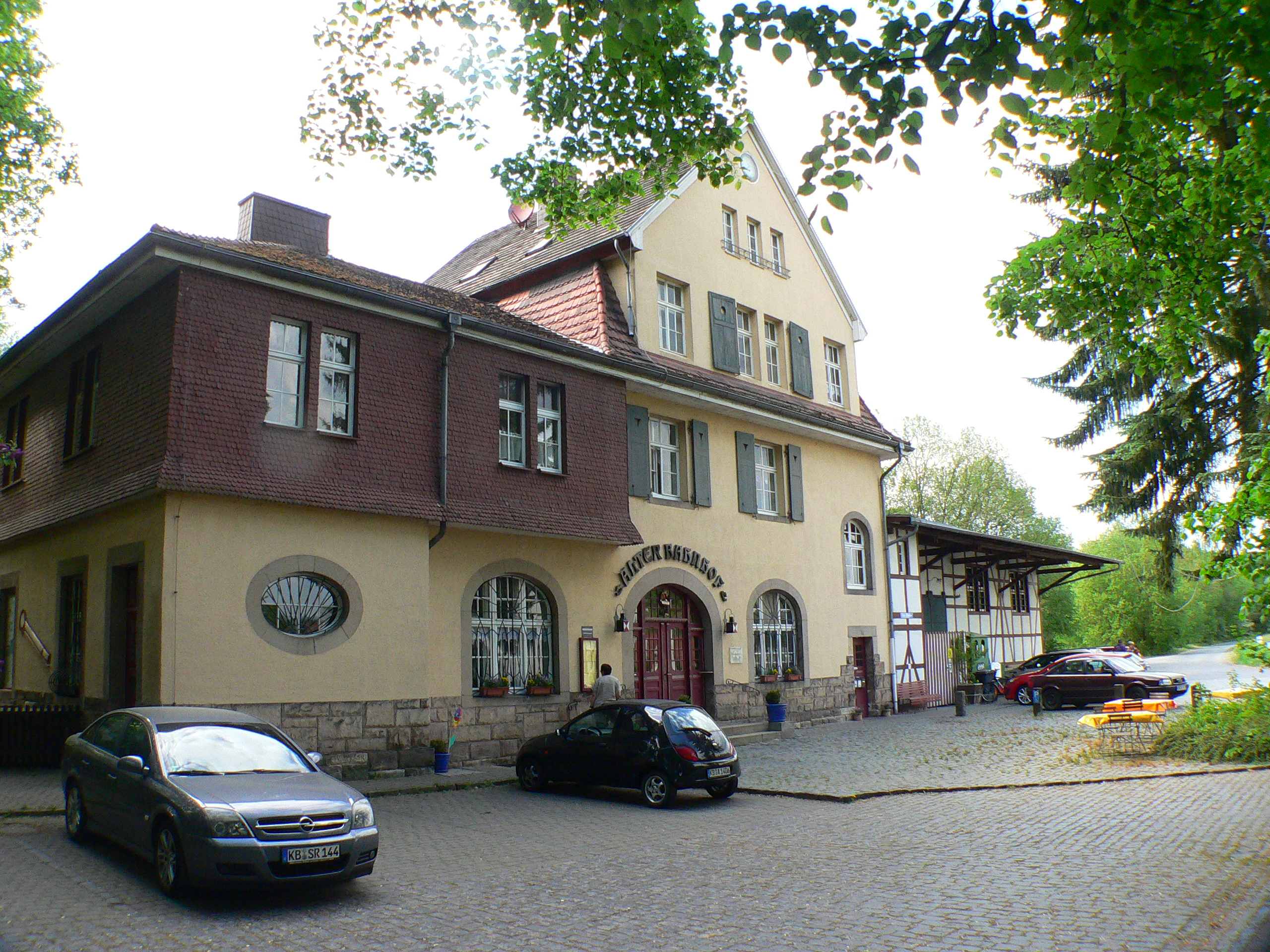
Bahnhof Gemünden
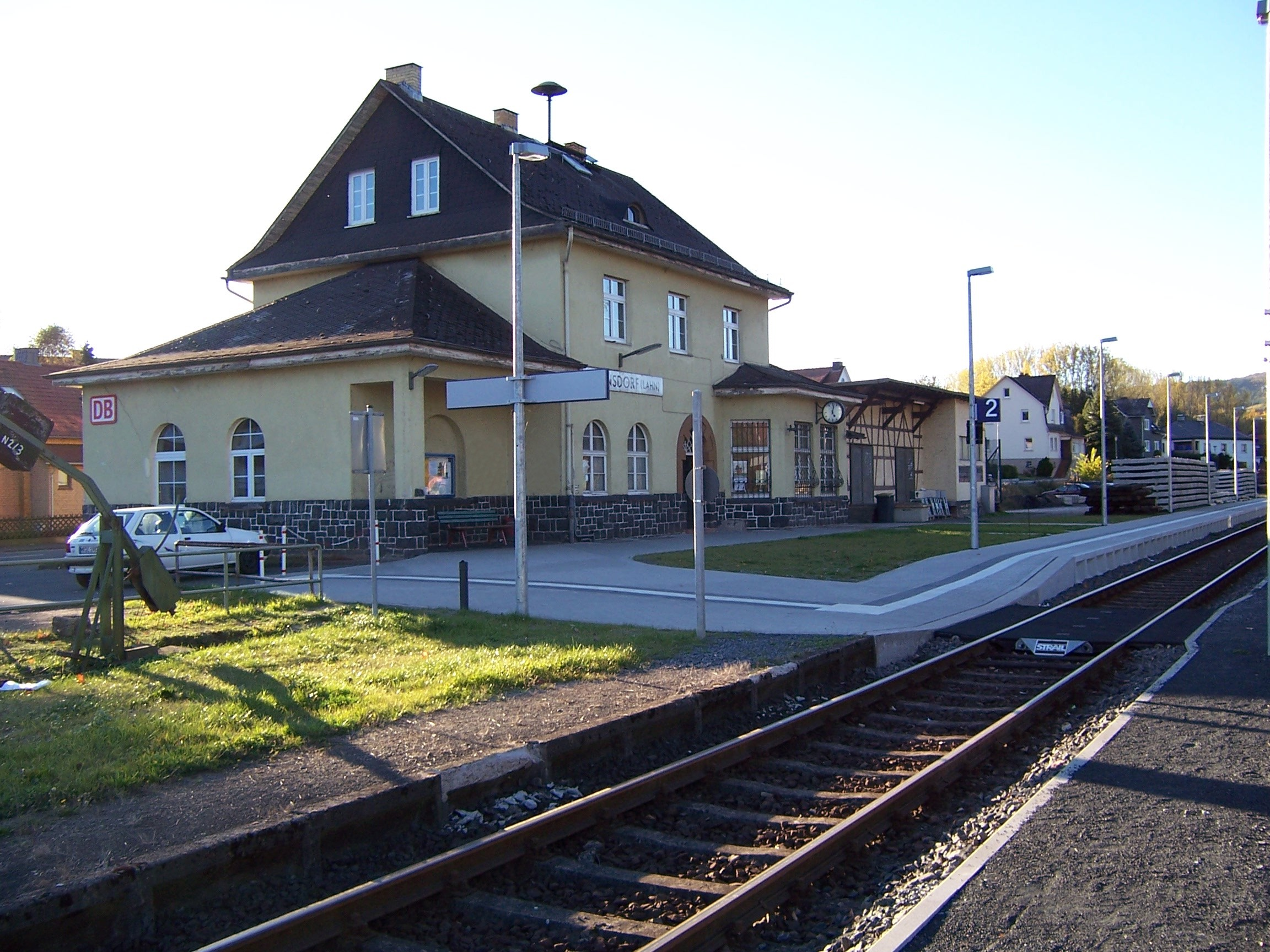
Bahnhof Friedensdorf
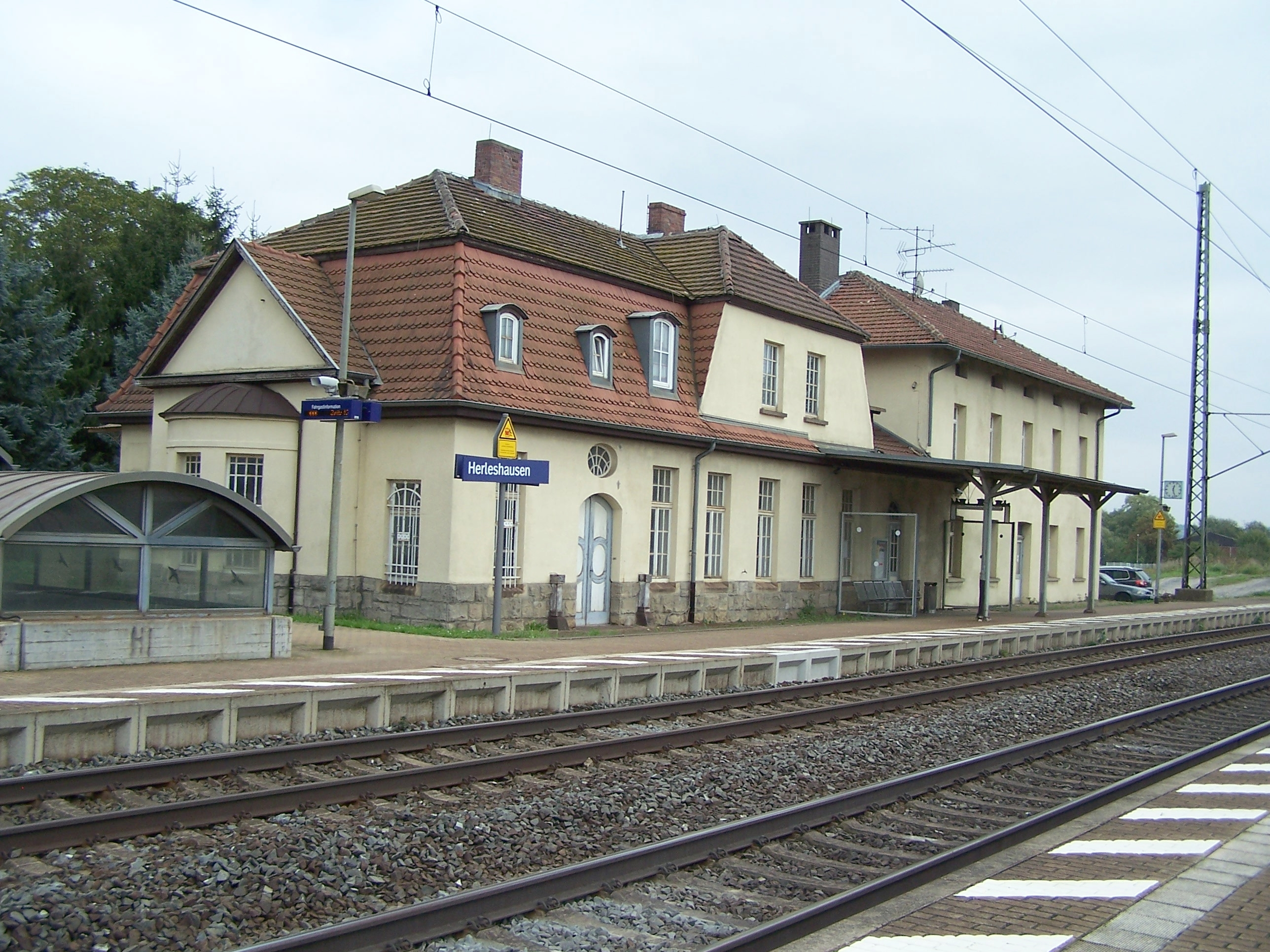
Bahnhof Herleshausen
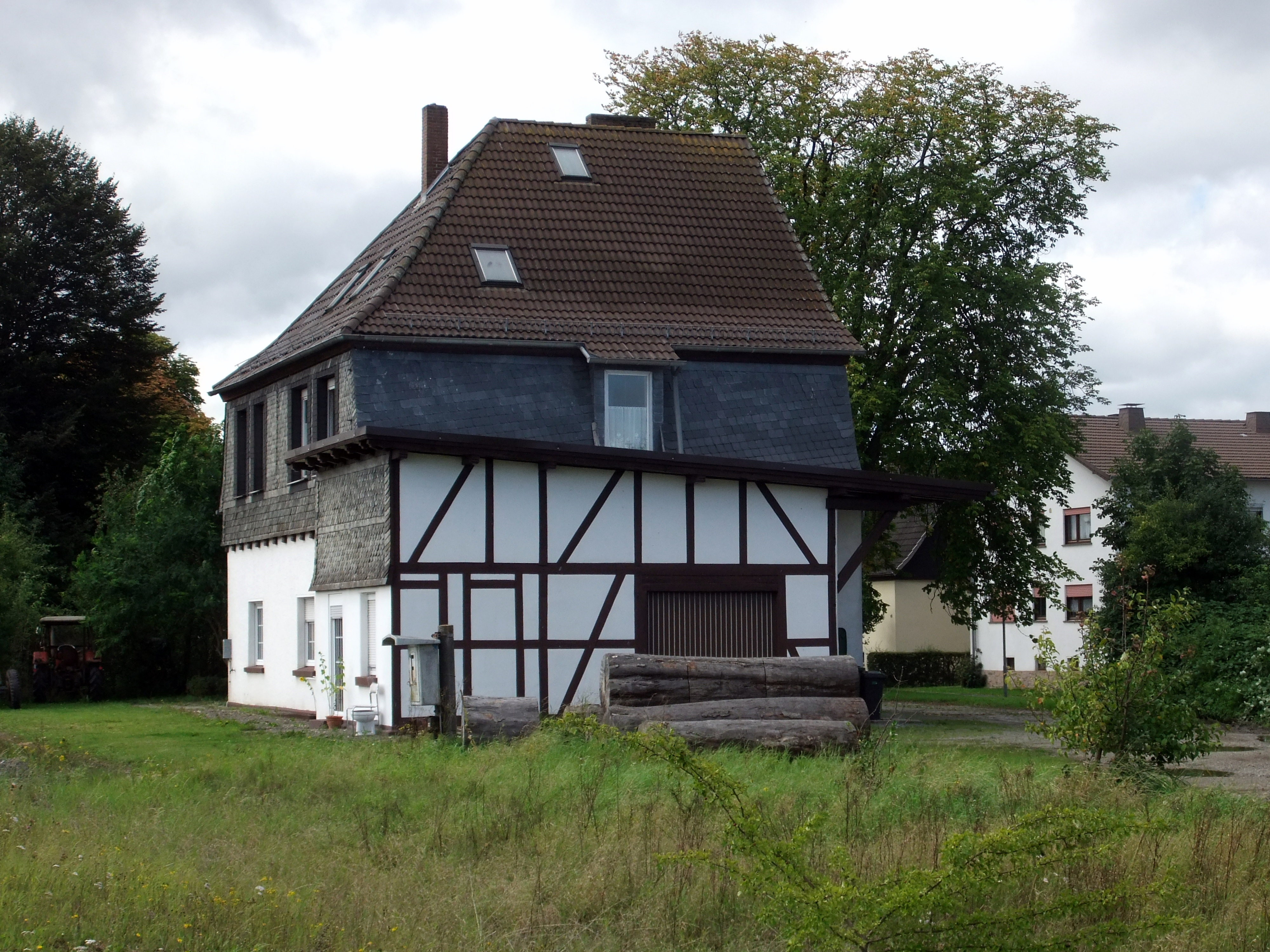
Bahnhof Röddenau
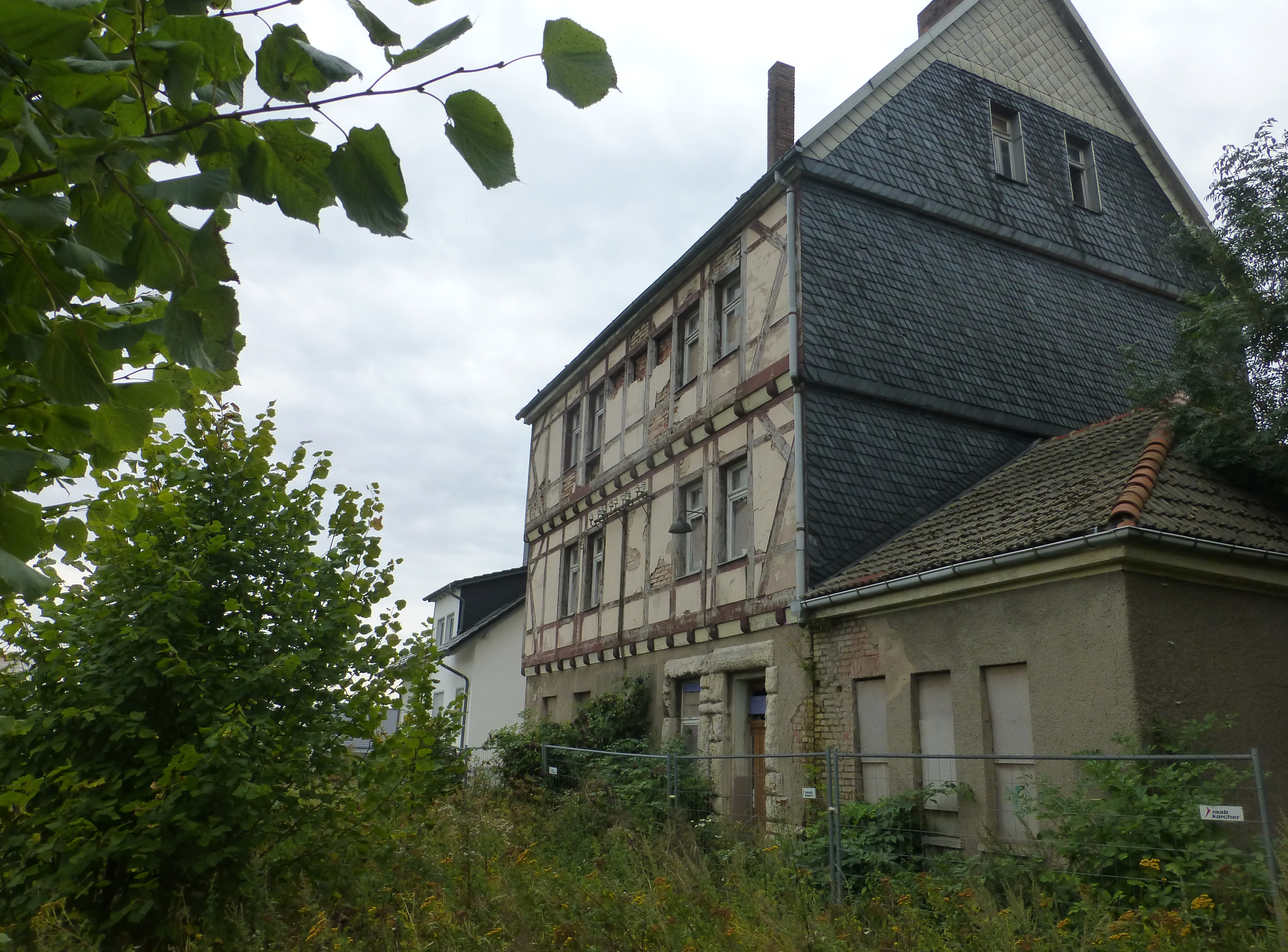
Bahnhof Großbodungen

### Tätigkeit als Denkmalpfleger

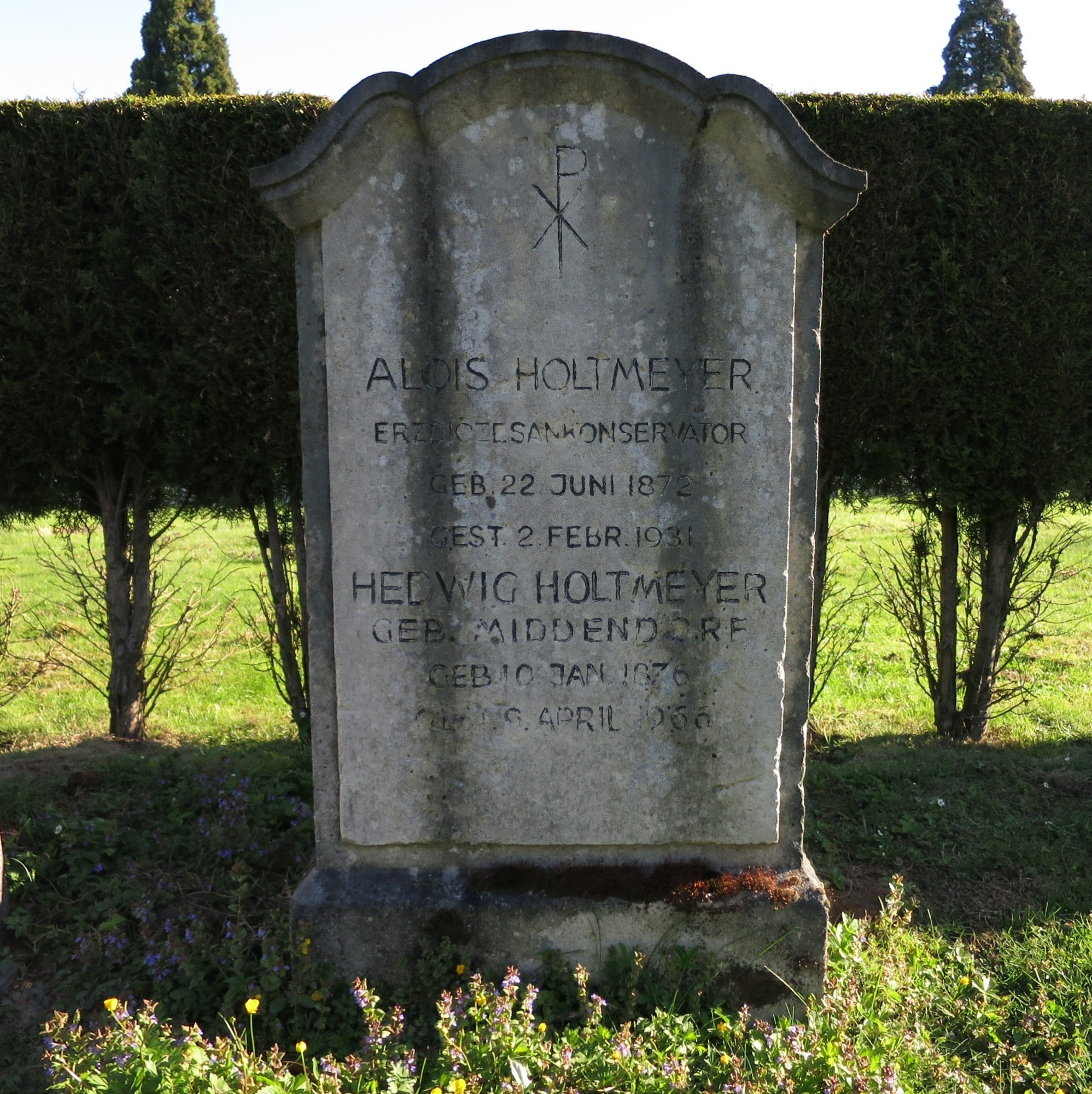
Grabstätte Holtmeyers

Ab 1907 war Holtmeyer in der Kunstdenkmälerinventarisation des Regierungsbezirks Kassel tätig, wobei er für das 1901 durch Ludwig Bickell begründete Inventar der „Bau- und Kunstdenkmäler im Regierungsbezirk Cassel“ die beiden Werke Kreis Cassel-Land (1910) und Kreis Cassel-Stadt (1923) verfasste. Nach zwischenzeitlicher Tätigkeit als Hochbaudezernent in Magdeburg von 1911 bis 1913 wurde Alois Holtmeyer 1913 als Nachfolger Alhard von Drachs zum Bezirkskonservator in Kassel bestellt, wo er 1915 als Reaktion auf die zahlreichen Verluste historischer Bausubstanz das Kasseler „Ortstatut gegen Verunstaltung“ initiierte. Seine wissenschaftliche Tätigkeit in dieser Zeit galt der Erforschung der nordhessischen Barockarchitektur, namentlich dem Werk von Giovanni Francesco Guerniero.
1927 wurde Alois Holtmeyer zum Konservator der Erzdiözese Köln ernannt. Sein Nachfolger als Bezirkskonservator in Kassel wurde Friedrich Bleibaum.
Sein Grab befindet sich auf dem Kölner Südfriedhof (Flur 49).

## Würdigung
„Wie viele Architekten seiner Generation stand Holtmeyer künstlerisch zwischen zwei Zeiten. Einerseits verstand er sich als erklärter Gegner historistischer Architektur, etwa indem er den neugotischen Entwurf des Kasseler Architekten J. Strehl von 1922 für eine Gedächtniskapelle in Witzenhausen überarbeitete und dabei aller Maßwerkformen entkleidete, während andererseits sein Fortgang aus Kassel gerade mit dem Unbehagen an den in dieser Zeit entstehenden Bauten des Internationalen Stils in Kassel erklärt wurde. Auch als Denkmalpfleger finden sich bei Holtmeyer zwei unterschiedliche methodische Ansätze, indem er sein berufliches Engagement der gerade aktuellen städtebaulichen und ländlichen Ortsbildpflege und Umraumerhaltung zuwandte, während ein zweiter denkmalpflegerischer Schwerpunkt entsprechend seinem kunsthistorischen Forschungsinteresse der Restaurierung kirchlicher Großbauten galt, was ihn schließlich auch zur Annahme seiner Kölner Stelle veranlasst haben mochte.“

## Schriften (Auswahl)

### Publizierte Bauten
- Das neue Gerichtsgebäude in Rudolstadt. In: Zentralblatt der Bauverwaltung. 26, 1906, S. 379–381.
- Kleinere Eisenbahnempfangsgebäude im Eisenbahndirektionsbezirk Kassel. In: Zentralblatt der Bauverwaltung. Band 28, 1908, S. 630–633 und Band 35, 1915, S. 27–31 und S. 38–42.
- Beamtenwohnhäuser im Eisenbahndirektionsbezirk Kassel. Heft 1. Verlag Ernst und Sohn, Berlin 1910 (2. Auflage 1911), Heft 2. Verlag Ernst und Sohn, Berlin 1916.
- Erholungsheim für Eisenbahner in Karlshafen. In: Zentralblatt der Bauverwaltung. 31, 1911, S. 473–476.
- Die Eisenbahnempfangsgebäude in Marburg und Treysa. In: Zentralblatt der Bauverwaltung. 32, 1912, S. 453–456.
- Das Justizgebäude in Greiz. In: Architektonische Rundschau. 30, 1914, Heft 11, S. 8f., Tafel 194f.
- Neuere Beamtenwohnhäuser im Direktionsbezirk Kassel. In: Zentralblatt der Bauverwaltung. 29, 1919, S. 589–592.
- Kleinere Eisenbahnempfangsgebäude. Verlag Wilhelm Ernst, Berlin 1915. Nachdruck: Verlag Chemie, Weinheim 1983.

### Zur Kunstgeschichte und Denkmalpflege
- Beiträge zur Baugeschichte der Paulinzeller Klosterkirche. In: Zeitschrift des Vereins für Thüringische Geschichte und Altertumskunde. Band 23, 1904/5, S. 71–242. (Digitalisat)
- Cisterzienserkirchen Thüringens. Ein Beitrag zur Kenntnis der Ordensbauweise. Jena 1906. (Digitalisat)
- Breitenau und Paulinzella. In: Hessenkunst. 2, 1907, S. 1–2.
- Giovanni Francesco Guerniero. In: Zeitschrift für Geschichte der Architektur. 3, 1909/10, S. 249–257. (Digitalisat)
- Die Bau- und Kunstdenkmäler im Regierungsbezirk Cassel. Bd. 4: Kreis Cassel-Land. Marburg 1910; Bd. 6: Kreis Cassel-Stadt. Marburg 1923.
- Gegen die Verunstaltung des Stadtbildes. Schmalkalden 1911.
- Hessische Rathäuser. Ihre Erhaltung und Entstellung. (= Alt-Hessen. Beiträge zur Kunstgeschichtlichen Heimatkunde. Heft 1). Marburg 1912. (Digitalisat)
- Alt Cassel. (= Alt-Hessen. Beiträge zur Kunstgeschichtlichen Heimatkunde. Heft 2). Marburg 1913.
- Wilhelmshöhe (= Alt-Hessen. Beiträge zur Kunstgeschichtlichen Heimatkunde. Heft 3). Marburg 1913.
- Die Kirchen von Kirchditmold. In: Zeitschrift des Vereins für Hessische Geschichte und Landeskunde. Band 47, 1914, S. 48–56.
- Paul Lehmgrübner †. In: Zentralblatt der Bauverwaltung. Band 36, Heft 67, 1916, S. 452. urn:nbn:de:kobv:109-opus-50346
- Die Löwenburg zu Wilhelmshöhe. In: Zeitschrift für Geschichte der Architektur. Band 8, 1928, S. 137–141.